# Reha Eken
Reha Eken (Estambul, 1 de enero de 1925 - ibídem, 19 de agosto de 2013) fue un entrenador y jugador de fútbol profesional turco que jugaba en la demarcación de delantero.

## Biografía
Reha Eken debutó como futbolista profesional en 1944 con el Galatasaray SK, club en el que permaneció durante diez temporadas en las que marcó 60 goles en 102 partidos jugados. Además durante su estancia en el club fue convocado por la selección de fútbol de Turquía un total de 4 veces, en las que marcó 6 goles. Posteriormente en 1954 fue traspasado al Emniyet SK, equipo en el que se retiró un año más tarde. Dos años después de su retiro fue fichado como entrenador para el Karşıyaka SK, y un año después para el Göztepe SK.

## Clubes

### Como futbolista
| Club           | País    | Año         | Partidos | Goles |
| -------------- | ------- | ----------- | -------- | ----- |
| Galatasaray SK | Turquía | 1944 - 1954 | 102      | 60    |
| Emniyet SK     | Turquía | 1954 - 1955 | 18       | 7     |

### Como entrenador
| Club         | País    | Año         |
| ------------ | ------- | ----------- |
| Karşıyaka SK | Turquía | 1957 - 1958 |
| Göztepe SK   | Turquía | 1958 - 1959 |